# Каплиця Покрови Пресвятої Богородиці (Виноградне)
Каплиця Покрови Пресвятої Богородиці у Виноградному — парафія і храм греко-католицької громади Заліщицького деканату Бучацької єпархії Української греко-католицької церкви в селі Виноградне Чортківського району Тернопільської области.

## Історія церкви
До 1887 року в селі стояла дерев'яна церква, яка згоріла. У 1892 році парафіяни УГКЦ збудували на її місці кам'яну церкву, названу на честь святих Кирила і Методія. У 1946 році її перейменували на честь Покрови Пресвятої Богородиці.
З 1946 по 1961 рік парафія належала до РПЦ, а потім церкву закрила радянська влада. У 1990 році громада відкрила храм і відновила богослужіння. У 1991 році парафія розділилася, і частина віруючих УПЦ МП захопила храм, не допускаючи інших. Зараз храм є пам'яткою архітектури місцевого значення (охоронний номер 519).
У 1992 році греко-католицька громада збудувала капличку, яку освятив єпископ Павло Василик. Протягом 10 років богослужіння проводилися там, а з 2002 року громада перейшла в частину приміщення сільського ФАПу.
При каплиці діє спільнота «Матері в молитві» з 2013 року.

## Парохи
УГКЦ
- о. декан Василь Погорецький (1990—1991),
- о. Онуфрій Швигар (1991—1992),
- о. Микола Довжук (1992—2000),
- о. Ігор Ракочий (2000—2002),
- о. Петро Мельничин (з 19 грудня 2002).

ПЦУ
- о. Василь Хребтак — нині[4].